# Scorpiops cavernicola
Espèce
Synonymes
- Euscorpiops cavernicola Lourenço & Pham, 2013

Scorpiops cavernicola est une espèce de scorpions de la famille des Scorpiopidae.

## Distribution
Cette espèce est endémique de la province de Bắc Kạn au Viêt Nam. Elle se rencontre dans le district de Ba Be à Quang Khe dans la grotte de Hua Maa .

## Description
Le mâle holotype mesure 42,2 mm et la femelle paratype 43,3 mm.

## Systématique et taxinomie
Cette espèce a été décrite sous le protonyme Euscorpiops cavernicola par Lourenço et Pham en 2013. Elle est placée dans le genre Scorpiops par Kovařík, Lowe, Stockmann et Šťáhlavský en 2020.

## Étymologie
Son nom d'espèce lui a été donné en référence au lieu de sa découverte, une grotte.

## Publication originale
- Lourenço & Pham, 2013 : « First record of a cave species of Euscorpiops Vachon from Viet Nam (Scorpiones, Euscorpiidae, Scorpiopinae). » Comptes Rendus Biologies, vol. 336, p. 370-374.